# Marginaleyrodes fanalae
Marginaleyrodes fanalae là một loài côn trùng cánh nửa trong họ Aleyrodidae, phân họ Aleyrodinae.
Marginaleyrodes fanalae được Takahashi miêu tả khoa học đầu tiên năm 1951.